# Claude-Joseph Gignoux
Claude-Joseph Gignoux (Lione, 29 novembre 1890 – Parigi, 17 aprile 1968) è stato un politico ed economista francese.
Fu membro della Camera dei Deputati dal 1928 al 1932, in rappresentanza della Loira. Gignoux divenne sottosegretario di stato. Nel 1936 fu direttore della Journée Industrielle.
Il 9 ottobre 1936 la Confédération générale du patronat français (CGPF) organizzò un'assemblea generale per eleggere il suo nuovo consiglio. Gignoux fu eletto presidente.